# 京王電気軌道150形電車
京王電気軌道150形電車（けいおうでんききどう150がたでんしゃ）は、現在の京王電鉄京王線に相当する路線を運営していた京王電気軌道が、1929年（昭和4年）から翌1930年（昭和5年）にかけて投入した電車である。

## 登場経緯
1926年（大正15年）12月25日に崩御した大正天皇の墓所として、1927年（昭和2年）に、南多摩郡横山村と他2町村にまたがる御料地が選定された。新宿駅 - 東八王子駅間を結んでいた京王電気軌道は、参拝客輸送を目的とした新線建設を計画し、1931年（昭和6年）3月20日に北野駅- 多摩御陵前駅6.4kmの御陵線を開業させた。
御稜線の開業と、新宿 - 八王子間で競合している国鉄中央本線の電化区間延長による電車運転拡大に対抗するため、御陵線開業後に設定した定員制急行列車用の新型車として投入したのが本形式である。

## 車両概説
雨宮製作所で1929年（昭和4年）に151 - 160、翌1930年（昭和5年）に161 - 165の計15両が製造された。110形と同様に最終的な組み立ては桜上水工場で行われている。
本形式は定員制急行列車という用途から、一般旅客用の車両としては京王電軌史上唯一のクロスシート車両で製造されたが、1938年（昭和13年）にロングシート化された。その後、京王線のクロスシート車は2017年（平成29年）に落成した、ロングシートとクロスシート可変可能なデュアルシート車、2代目5000系まで途切れることとなる。

### 車体
同じ雨宮製の110形と同様に14m級半鋼製で、屋根は製造当時すでに採用例が数少なくなっていた、明かり取り窓と水雷形通風器を交互に配した二重構造である。ただし110形は車端部のモニター部分が長く、旅客扉上に明り取り窓が配されていないのに対し、150形はドア上にも明かり取りの窓とベンチレーターがあることが違っている。またリベットの数も減少した。
車体は車体の両端に863mm幅の片開き扉を設けた2扉車で、客室窓も110形と同じく1段加工窓を2個ペアにしているが、座席をドア付近窓2つ分をロングシート・他は背中合わせになった固定クロスシートを片側4組を配置したこともあり、1D(1)22222(1)D1と、戸袋窓がほかの客室窓と別というレイアウトに変更した。
当時の京王電軌は、新宿駅付近などに道路上に軌道を敷設した併用軌道区間があったため、本形式もその例にもれず、軌道法の規定に則り、車体前面には歩行者巻き込み事故防止用の救助網、客用ドアはステップが1段、更に路面区間用低床ホーム対応の可動ステップ1段を装備していた。ドアは手動扉であるが、ステップは別途ステップエンジンを持っていた。

### 主電動機
京王線中型車共通で、イングリッシュ・エレクトリック (E.E.) 社が設計したDK-31を、東洋電機製造でライセンス生産したTDK-31Nを吊り掛け式で搭載する。

### 制御器
HL電空単位スイッチ式手動加速制御器を各車に搭載する。151 - 160は三菱電機製、161 - 165は1型や110形と同じくウェスティングハウス・エレクトリック (WH) 社製で、どちらも制御段数は直列5段、並列4段で弱め界磁は搭載されていない。
なお、制御電源は架線からの600V電源をドロップ抵抗で降圧して使用する。このため本形式は電動発電機等の補助電源装置を搭載せず、前照灯や室内灯もドロップ抵抗の併用や回路を直列接続とするなどの処置により600V電源で動作するようになっている。

### ブレーキ
連結運転を実施するため、中型車共通の非常弁付き直通ブレーキ (SME) を搭載する。

### 台車
151 - 154は汽車会社製、155 - 160は雨宮製A-2、161 - 165は川崎車輛製で京王社内でK'-KSまたはK-1と呼ばれた台車を履いていた。いずれも釣り合い梁式台車である。

### 集電装置
1形が装着したWH社製パンタグラフのコピー品である、三菱電機製S-514菱形パンタグラフを1基、新宿側に搭載する。

## 沿革
本形式は当初各台車に電動機1基ずつ、1両あたり2個配置であったが、1933年（昭和8年）に4個モーターに増強されている。この際、155 - 160は新造された125形に雨宮製台車とモーターを譲り、新たに汽車会社で新造した4個モーターを装備した弓型イコライザー型台車へ交換した。更に161は川車製台車を111に譲り、日本鉄道自動車の弓型イコライザー型台車に履き替えている。
1938年にオールロングシート化された後、1940年（昭和15年）には車体中央に1,000mm幅の扉を設けて3扉化し、窓配置はパンタグラフ側から1D(1)21(1)D22(1)D1となる。また、1943年（昭和18年）には164・165以外が非パンタグラフ側となる八王子向きの運転台を撤去して片運転台化されている。
1944年（昭和19年）の京王電軌の東京急行電鉄（大東急）への併合に伴い、番号重複を避けるために旧番に+2000してデハ2150形 (2151 - 2165) に改番されている。

### 戦災復旧
1945年（昭和20年）5月25日の空襲（山の手大空襲）で2157・2163が、同年8月1日の空襲で2151が被災し、これらはいずれもデハ2110形と同様に応急復旧工事が施工された。内容は焼失鋼体を利用しつつ鋼板張り一重屋根、2段窓化、パンタグラフ側の客用扉を車体中心に寄せ、運転室を左半室式として乗務員扉新設する等であり、デハ2110形に準じつつも屋根厚さを薄いものとしたほか、乗務員扉を両側面に設置した点が異なる。運転台の向きはデハ2110と逆に3両とも新宿向きである。なお車体を新造しての復旧は行われていない。

### 長編成化と「スモールマルティー」化
1948年（昭和23年）6月の東急・京王分離後も、ヘッドライトの屋根上への移動や、方向幕の廃止、ドアステップの撤去、パンタグラフのPS13への変更が順次進められ、1950年（昭和25年）から1951年（昭和26年）にかけては、ブレーキシステムをSME直通ブレーキからAMM自動空気ブレーキへ変更、制御連動式ドアエンジンを設置するなどの3両編成対応工事（三編工）が施工された。特に新宿向きに運転台のある本系列は、日本車輛で車体を新製・AMMブレーキに変更した戦災復旧車のうち片運転台車は1両を除いて八王子方面先頭車で、方向転換の時間もなく運用に支障をきたすことから、デハ2151・2157・2163 - 2165が先行してブレーキ改造を受けてそれらと編成できるようにした。
京王線1500V昇圧への準備が進められる中、昇圧工事の対象外となった本形式は、一部が2000系・2010系の付随車「スモールマルティー」（○の中に小文字t。以後 (t) と略す）へと改造されることになった。1961年（昭和36年）9月と12月に7両が運転台撤去・広幅貫通路を設置、スピーカー取り付けなどの改造を受け、2000系や2010系の中間車となった。
- デハ2152　→　サハ2555
- デハ2153　→　サハ2582
- デハ2154　→　サハ2508
- デハ2155　→　サハ2558
- デハ2156　→　サハ2557
- デハ2158　→　サハ2556
- デハ2159　→　サハ2581

それ以外の車両については、1961年冬から1962年（昭和37年）春にかけて、戦災復旧車の2151・2157・2163が乗務員室撤去・中間電動車化改造を受けて中型車の編成中央に組み込まれ、先頭車として残ったのは新宿向き先頭車の2160 - 2162と、両運転台車の2164・2165となった。このうちデハ2162はパンタグラフが撤去されていた。

### 終焉
中間車となった2151・2157・2163は、早くも1962年中に2010系の新製付随車「ラージマルティー」（○の中に大文字T。以後 (T) と略す）サハ2524 - 2526への更新名義で廃車された。先頭車として残った5両も翌1963年（昭和38年）8月4日の京王線架線電圧1500V昇圧を前に、2162が同年7月に廃車となり、他4両は昇圧前日まで使用された後、1964年2月4日付で正式に廃車となった。
(t) 化改造された7両も昇圧後は1964年（昭和39年）にサハ2581・2582（元デハ2159・2153）が新製 (T) のサハ2571・2572への更新名義で、1966年（昭和41年）に他の5両が2700系改造 (T) への代替で廃車となった。
廃車後、サハ2581は廃車後桜上水工場で会議室として利用された。当初は台車を履いたままだったが、のちに台車を外され、1968年（昭和43年）9月には解体されている。他車も全て解体されており、本形式の車両は現存しない。

### 書籍
- 鈴木洋『【RM LIBRARY 111】京王線14ｍ車の時代』株式会社ネコ・パブリッシング、2008年11月1日。ISBN 978-4-7770-5245-5。
- 宮下洋一 編『鉄道車輌ガイド Vol.30 京王帝都のグリーン車』株式会社ネコ・パブリッシング、2019年5月1日。ISBN 978-4-7770-2350-9。
- 宮崎繁幹・山下和幸 編『京王帝都電車回顧　第2巻』株式会社ネコ・パブリッシング、2020年1月15日。ISBN 978-4-7770-5447-3。

### 雑誌記事
- 合葉博治「車両形態の変遷　-京王線70年・井の頭線50年の流れをたどる-」『鉄道ピクトリアル』第422号、電気車研究会、1983年9月、77-81頁。
- 向山真司「京王線中型車の素顔」『鉄道ピクトリアル』第422号、電気車研究会、1983年9月、86-92頁。
- 合葉博治・永井信弘「イラストで見る京王電車：1950」『鉄道ピクトリアル』第578号、電気車研究会、1993年7月、151-157頁。
- 出崎宏「京王電鉄 過去の車両」『鉄道ピクトリアル』第734号、電気車研究会、2003年7月、174-186頁。
- 合葉清治「京王中型車の思い出」『鉄道ピクトリアル』第734号、電気車研究会、2003年7月、195-200頁。
- 『鉄道ピクトリアル アーカイブスセレクション9 京王電鉄 1950-60』、鉄道図書刊行会、2005年8月。
  - p.44 - 55 飯島正資「私鉄車両めぐり　京王帝都電鉄」※『鉄道ピクトリアル』第45号、第46号より再録
  - p.106 - 118 京王帝都レールファンクラブ「私鉄車両めぐり(72)　京王帝都電鉄　補遺」※『鉄道ピクトリアル』第197号より再録
  - p.144 - 153 読者短信に見る京王電鉄の記録 1950-1960
  - p.155 - 159 電気車形式図表　私鐵電車編（1954年　電気車研究会刊よりの抜粋）
- 藤田吾郎「京王電鉄 主要車歴表」『鉄道ピクトリアル』第893号、電気車研究会、2014年8月、262-284頁。